# 마후네촌
마후네촌(真舟村)은 지바현 기미쓰군에 일찍이 존재했던 촌이다. 현재의 기사라즈시 서부에 해당한다.

## 역사
- 1889년 4월 1일 - 정촌제 시행에 의해 모다군 미후네촌이 성립하였다.
- 1897년 4월 1일 - 모다군이 통합되어 기미쓰군이 되었다.
- 1933년 4월 1일 - 기사라즈시에 편입되어, 동일 마후네촌이 폐지되었다.

## 교통

### 철도
- 국철 (→ JR동일본)
  - 기사라즈선

### 도로
- 기사라즈 가도